# Caroline megye (Maryland)
Caroline megye az Amerikai Egyesült Államokban, azon belül Maryland államban található. Megyeszékhelye és legnagyobb városa Denton. Lakosainak száma 33 293 fő (2020. április 1.). Caroline megye Kent, Sussex, Dorchester, Talbot és Queen Anne’s megyékkel határos.

## Népesség
A megye népességének változása:
| Lakosok száma | 33 069 | 32 934 | 32 644 | 32 693 | 32 579 | 33 406 | 33 293 |
|               | 2010   | 2011   | 2012   | 2013   | 2015   | 2019   | 2020   |